# СМС Вирибус Унитис
СМС Вирибус Унитис (SMS Viribus Unitis) био је аустроугарски дреднот бојни брод класе Тегетоф. Изграђен је у Трсту (Италија). Био је базиран у Пули, главној ратној луци Аустроугарске.
Након пораза Аустроугарске у Првом светском рату, постало је очигледно да ће обална подручја постати под контролом државе Словенаца, Хрвата и Срба, аустријска влада одлучила дати брод, као и већину флоте, тој новонасталој држави.
Вирибус Унитис и остатак бивше аустријске флоте убрзо су постале циљем Италијана. Потопљен је док је био усидрен крај Пуле 1. новембра 1918. Потопио га је италијански људски торпедо „мањата“. Овај начин обезглављивања морнарице дао је Италијанима шансу да окупирају неке обалне делове државе Словенаца, Хрвата и Срба (Трст, Горица, Истра, Ријека и Задар).

## У Првом светском рату
Дана 24. маја 1915. Вирибус Унитис коришћен је у јендном од својих ретких ратних дејстава бомбардујући Анкону у Италији. 10. јуна 1918. брод је заједно са осталим аустријским бојним бродовима напустио луку и кренуо у напад под заповедништвом адмирала Миклоша Хортија на савезнички отрантски бедем. Напад је опозван након што је италијански торпедни чамац потопио сестрински брод Сент Иштван. Највећи део рата брод је провео у луци.

## Држава СХС преузимаВирибус Унитиси остатак аустроугарске морнарице
Једно од важних питања након осамостаљивања Државе СХС и распада аустроугарске након Првог светског рата било је и питање насљеђивања имовине, нарочито оне везане уз оружане снаге. У средиште интереса дошло је и питање аустроугарске морнарице, која је остала у хрватским водама: За разлику од копненог наоружања, морнаричко није имало куда бити повучено. Аустријска је страна брзо пристала на предају морнарице Држави СХС (само два дана након њеног проглашења, 31. октобра 1918), желећи избећи предају Италији. Предаја је обављена у главној ратној луци Пули. Међутим, већ другог дана италијански су диверзанти минирали адмиралски брод Вирибус Унитис.

## Припреме за диверзију
У лето 1918, при крају Првог светског рата, и након вишеструких пораза у борби са италијанском морнарицом, најмоћнији бродови аустроугарске морнарице повлаче се у пулску луку. Улаз у луку био је заштићен барикадама и противподморничким мрежама. Италијанска морнарица у више је наврата покушала да нападне аустријску флоту у Пули, али никад није успела да пробије напредни систем одбране.
Поручник Рафаеле Паолучи био је италијански морнарички хирург који је осмислио план за инфилтрацију у пулску луку и уништење највећих бродова аустријске флоте. Иако је непријатељска флота била заштићена од конвенционалног напада, Паолучи је осмислио план да се једноставно доплива до бродова, носећи експлозив. У случају да га пусте близу уласка у луку, рекао је: „пливање од три километра ће ми омогућити да стигнем до циља“.
У јулу 1918. Паолучи се упознаје са мајором Рафаелеом Росетијем. Сазнао је да је Росети развио и саградио нову врсту поморског оружја, торпедо којим се могло управљати и који је савршено одговарао за задатак за који се Паолучи припремао.
Користећи дуги труп неексплодиралог торпеда који је нашао на обали, Росети је изградио пловило које је могло и да рони и да буде јахано као коњ. Торпедо је био напуњен ваздухом под притиском који је покретао два тиха пропелера. Росетијев прерађени торпедо је био дуг око шест метара и тежак 1,5 тона и могао је да превози двојицу људи брзином од 5 km/h. Паолучи и Росети су дуго вежбали управљање тим пловилом у венецијанској луци.

## Диверзија
У ноћи 31. октобра 1918. Паолучи и Росети и њихово пловило довезени су крај уласка у пулску луку. Било је 10.13 увече када су кренули ка усидреним бродовима у луци. Искалкулисали су да им је потребно око пет сати да изврше диверзију и да се врате ка италијанском чамцу који их је чекао.
Након преласка свих обрамбених система, сачињених од барикада, жица и патролних чамаца, Паоулучи и Росети у 03.00 ујутро стижу до усидрених ратних бродова унутар луке. Највећи брод, Вирибус Унитис, био је усидрен најближе обали и изабран је као примарна мета. Када су се два диверзанта приближила броду, њихов торпедо је неочекивано почео да тоне. Успева им да поправе квар на торпеду и Росети поставља ТНТ на оклоп брода и намештава сатни механитам за експлозију у 06.30 сати. Када су почели да се удаљавају од брода, спазио их је стражар на броду. За њима је послат патролни чамац који их је ухватио. Доведени су на Вирибус Унитис где је почело испитивање.
Тек тада су сазнали да је током ноћи аустроугарска морнарица предала бродовље Држави СХС и да је бродом сада командовао хрватски контраадмирал Јанко Вуковић-Подкапелски. Сви аустријски морнари послати су на обалу и бродом су управљали локални морнари. Италијани су признали све и брод је евакуисан. У 06.30, видевши да није било никакве експлозије и мислећи да је све што су им диверзанти испричали лаж, посада се враћа на брод. Италијани су послати на сестрински брод Тегетоф.
У 06.44 сати ујутро експлозив је детонирао. 21.000-тонски адмиралски бојни брод нагнуо се на бок и почео тонути заједно са 300 морнара и адмиралом Подкапелским. Јанко Вуковић-Подкапелски, који је био командант морнарице Државе СХС само дванаесет частова, остао је на броду и дочекао смрт.
Четири дана након потапања, италијанске трупе улазе у Пулу (Француска и Уједињено Краљевство дозволиле су Италији окупирање великих делова словеначке и хрватске обале Лондонским уговором, као награду за учешће у Првом светском рату на страни Антанте).
Два диверзанта, Рафаеле Росети и Рафаеле Паолучи, успела су да побегну услед хаоса и врате се у Италију као народни хероји.